# باغ‌وحش بابلسر
باغ‌وحش بابلسر باغ‌وحشی خصوصی و متعلق به فردی به نام محمدرضا داشاد واقع در شهرستان بابلسر می‌باشد.
این باغ‌وحش که از آن با عنوان پارک‌وحش نیز یاد می‌شود، در خیابان دریا در نزدیکی مرکز سرطان‌شناسی بابلسر واقع شده‌است.

## تخلفات گسترده و درخواست تعطیلی
ماجرای دریافت یک توله خرس سرقت شده از حیات وحش استان گیلان توسط این باغ وحش و نگهداری آزاردهنده این خرس در زنجیر، باغ‌وحش بابلسر را جهانی کرد.
در مورد نقل و انتقال بی‌ضابطه جانوران به این باغ‌وحش، ساختمان و تأسیسات ناکارآمد و همین‌طور شرایط نامناسب نگهداری جانوران در آن انتقادهای فراوانی صورت گرفته و به رسانه‌های اروپایی نیز کشیده شد. از جمله روزنامه گاردین در گزارشی به شکنجه جانوران در این باغ‌وحش اشاره کرد. نهایتاً با حکم دادستانی، جانوران این باغ وحش تا زمان بهبود وضعیت در اختیار سازمان محیط زیست قرار گرفت.
ناصر مهردادی، مدیر کلی محیط زیست استان مازندران نیز گفت که به دلیل نداشتن شرایط استاندارد این باغ وحش باید تعطیل شود.
وبگاه تابناک در این باره نوشت: «اینکه آیا این خرس قهوه‌ای از نژاد ایرانی است، آیا از طبیعت زنده‌گیری شده و پس از فروخته شدن کارش به اینجا کشیده و پرسش‌هایی از این دست را هنوز نمی‌توانیم پاسخ دهیم؛ اما شگفت‌آور اینجاست که این خرس با دستور مدیر کل محیط زیست گیلان در دولت دهم، به باغ پرندگان رشت واگذار و چند ماه بعد کاملاً غیرقانونی به باغ وحش بابلسر فروخته شده بود.
فروش این خرس که در واپسین روزهای عمر دولت دهم صورت گرفته و حتی به آگاهی مسئولان محیط زیست وقت نیز رسیده بود، بی‌هیچ اعتراضی رسمیت یافته بود تا مالکانش هر کاری را بر مایملک خود روا بدانند و احتمالاً پشتشان به این گرم باشد که خرس را خریداری کرده و محیط زیست نیز از این ماجرا آگاه است و هیچ مخالفتی با آن ندارد!
البته مطمئناً مسئولان از وضعیت بد نگهداری جانوران در این اسارتگاه خبر داشته‌اند ولی برایشان چندان مهم نبوده و پس از رسانه‌ای شدن ماجرا مجبور به اظهار نظر شده‌اند. طبق اعلام نظر مسئولین محیط زیست استان مازندران، از سال ۸۸ به بعد این باغ وحش مجوز فعالیت نداشته و به این روز افتاده است؛ در صورتی‌که بازدیدکنندگانی که پیش از سال ۸۸ به این باغ وحش رفته‌اند نیز وضعیت را در آن سال‌ها اسفبار توصیف کرده‌اند.»